# Helena Romanowska
Helena Romanowska, zamężna Szuszkiewiczowa (ur. 13 grudnia 1908 w Mińsku, zm. 17 maja 1980) – radziecka pisarka narodowości polskiej działająca w Białoruskiej SRR.

## Życiorys
Ojciec Heleny Romanowskiej, Ludwik Romanowski, był zubożałym szlachcicem. Pracował na Kolei Libawsko-Romieńskiej jako ober-konduktor, a głównym jego obowiązkiem było jeżdżenie z czerwoną lampą gazową na końcu składu pociągów towarowych. W późniejszym wieku pracował w łaźni publicznej. Posiadał wydane w 1912 roku carskie poświadczenie „dziedzicznej godności szlacheckiej”. Zmarł ok. 1937 roku. Matka nosiła imię Franciszka i żyła co najmniej 91 lat, przeżywając męża.
Helena Romanowska urodziła się 13 grudnia 1908 roku w Mińsku, w guberni mińskiej Imperium Rosyjskiego. Ukończyła Polskie Technikum Pedagogiczne im. B. Wesołowskiego w Mińsku i uzyskała uprawnienia nauczycielskie. Była przedstawicielką tzw. pokolenia młodych pisarzy, wychowanych po rewolucji październikowej i uważających się za „Polaków radzieckich”. Należała do Komsomołu. Działała w Sekcji Polskiej Białoruskiego Zrzeszenia Pisarzy Proletariackich i Sekcji Polskiej Związku Pisarzy Białoruskiej SRR. W 1934 roku brała udział w I Wszechbiałoruskim Zjeździe Pisarzy w Mińsku i I Wszechzwiązkowym Zjeździe Pisarzy Radzieckich w Moskwie. W latach 30. wyszła za mąż za białoruskiego poetę Stanisłaua Szuszkiewicza. Mąż został aresztowany w 1936 za rzekomą działalność kontrrewolucyjną i był więziony w łagrze; Romanowską wydalono wówczas z Komsomołu, ale mogła kontynuować pracę w szkolnictwie.
Była autorką utworów zaangażowanych politycznie, poświęconych przemianom społeczności polskiej w Białoruskiej SRR. Nie cieszyła się przychylnością krytyki. Pisała opowiadania (m.in. Z wiosną w zawody, 1933), reportaże (Dojrzewają kłosy…, „Orka”, 1933), utwory poetyckie (poemat W zimowy poranek, 1934), utwory dla dzieci i młodzieży (sztuka W walce o Sowiety, 1934; powieść Dzieci radzieckich pól, 1935). Wraz z Lidziją Arabiej przetłumaczyły w 1960 roku na język białoruski powieść Aadu Hinta Wybrzeże wiatrów.

## Życie prywatne
Helena Romanowska miała 12 rodzeństwa, z którego troje zmarło w dzieciństwie, pozostałe zaś mieszkało na Białorusi, Litwie, w Polsce i Rosji. Jej brat Wacław zginął w czasie wojny domowej w Rosji, brat Feliks – w pierwszych dniach II wojny światowej. Młodsza siostra Jadwiga zmarła w czasie niemieckiej okupacji, gdy, będąc ciężarną, spadła z wysokości opuszczając kryjówkę, w której chowała się przed kolaboracyjnymi policjantami. Synem Heleny Romanowskiej i Stanisłaua Szuszkiewicza był Stanisłau Szuszkiewicz, białoruski polityk, przewodniczący Rady Najwyższej Republiki Białorusi XII kadencji, pierwszy przywódca niepodległej Białorusi po 1991 roku.